# Ковбасюк Юрій Васильович
Ю́рій Васи́льович Ковбасю́к — (нар. 2 травня 1962, с. Ярославка, Ружинський район, Житомирська область) — український науковець, економіст, президент Національної академії державного управління при Президентові України (2009-2016), державний службовець 1 рангу (з 2010).
Володіє трьома мовами: українською, російською та англійською.

## Біографія

### Освіта
Інститут державного управління та самоврядування при Кабінеті Міністрів України за спеціальністю «Державне управління» (1993 рік);
Українська с/г академія за спеціальністю «Економіка та організація с/г» (1987 рік).

### Науковий ступінь
Доктор наук з державного управління (2005 рік), кандидат економічних наук (1993 рік).

### Вчене звання
Професор (2007 рік), доцент (2006 рік).

### Почесні звання, премії
Почесне звання «Заслужений економіст України» (2006 рік).

### Академічне звання
Академік Української академії наук з державного управління (2011 рік).

## Трудова діяльність
грудень 2009 — квітень 2016 — президент Національної академії державного управління при Президентові України;
травень 2005 — грудень 2009 — заступник голови Київської обласної державної адміністрації;
жовтень 2007 — до т. ч. — професор кафедри європейської інтеграції (до березня 2010 — кафедри економічної політики) Національної академії державного управління при Президентові України;
березень 2003 — жовтень 2007 — доцент кафедри економічної політики Національної академії державного управління при Президентові України;
січень 1999 — лютий 2000 — в. о. начальника управління Міністерства фінансів України;
березень 1996 — січень 1999 — заступник начальника управління Міністерства фінансів України;
травень 1995 — березень 1996 — начальник відділу Міністерства фінансів України;
грудень 1993 — травень 1995 — головний економіст Міністерства фінансів України;
червень 1987 — серпень 1990 — головний економіст Шамраївського комбінату (Київська область);

## Стисла характеристика діяльності, здобутки
Президент Української академії наук з державного управління (з 2011 року).
Член Бюро Асамблеї європейських регіонів [Архівовано 24 Серпня 2009 у Wayback Machine.] (Страсбург, Франція) (2006–2008 роки).
Постійний учасник Ради директорів інститутів і шкіл державного управління Європейського Союзу (DISPA).
Учасник Щорічних засідань Виконавчої ради директорів Міжнародного валютного фонду (МВФ), ради виконавчих директорів Світового банку (СБ), Європейського банку реконструкції та розвитку (ЄБРР) (1995–2000 роки).
Брав участь у підготовці та реалізації спільних проектів міжнародних фінансових організацій щодо перебудови фінансового сектору, розвитку підприємництва, покращення інфраструктури, розвитку експортно-імпортного потенціалу держави, зокрема: STF (системна трансформаційна позика), Stand-by Arrangements(стабілізаційна позика), EFF (Extended Fund Facility)(Механізм розширеного кредитування) тощо.
Навчався в
Об'єднаному Віденському Інституті [Архівовано 17 Червня 2017 у Wayback Machine.] (Відень, Австрія),
Північно-Лондонському Університеті(нині Лондонський Метропольний Університет) [Архівовано 27 Березня 2022 у Wayback Machine.] (Лондон, Велика Британія)
Державному університеті штату Айови [Архівовано 9 Травня 2008 у Wayback Machine.] (США).
Проходив стажування у Ексімбанку Японії (нині — Японський банк міжнародного співробітництва) [Архівовано 15 Січня 2013 у Wayback Machine.] (Японія).
Учасник Міжнародної програми Євроатлантичної співпраці.

## Наукова діяльність
Ю. В. Ковбасюк має понад сто опублікованих праць наукового та навчально-методичного характеру, тез виступів на наукових, науково-практичних конференціях, круглих столах.
Основні напрями наукових досліджень: сучасна державна кадрова політика; діяльність міжнародних фінансових організацій; стратегічне управління та управління проектами.
За загальною редакцією Ю. В. Ковбасюка підготовлено й опубліковано «Енциклопедію державного управління» у 8 томах:
том 1 «Теорія державного управління» — 748 с.;
том 2 «Методологія державного управління» — 692 с.;
том 3 «Історія державного управління» — 788 с.;
том 4 «Галузеве управління» — 648 с.;
том 5 «Територіальне управління» — 408 с.;
том 6 «Держава служба» — 524 с.;
том 7 «Державне управління в умовах глобальної та європейської інтеграції» — 764 с.;
том 8 «Публічне врядування» — 630 с.
Ю. В. Ковбасюк є головою спеціалізованої вченої ради Д 26.810.01 в Національній академії державного управління при Президентові України з правом приймати до розгляду та проводити захисти дисертацій на здобуття наукового ступеня доктора (кандидата) наук з державного управління.